# Medalla de la Victoria y la Libertad 1945
La Medalla de la Victoria y la Libertad 1945 (en polaco: Medal Zwycięstwa i Wolności 1945) es una medalla conmemorativa de la República Popular de Polonia, establecida por resolución del Consejo de Ministros de Polonia del 26 de octubre de 1945 «para conmemorar la victoria de la nación polaca y sus aliados sobre La barbarie nazi y el triunfo de la idea de la libertad democrática y para premiar a aquellas personas que con sus acciones y sufrimientos, en el país o en el exterior, hasta el 9 de mayo de 1945, contribuyeron a esta victoria y triunfo» 

## Estatuto
De acuerdo con el reglamento elaborado por el comité para la medalla, esta medalla se otorgaría a:
- Soldados del Ejército Popular de Polonia (Ludowe Wojsko Polskie) en la URSS;
- Militares que participaron en la guerra defensiva en 1939;
- Militares de las Fuerzas Armadas Polacas en Occidente, siempre que regresaran a Polonia después de la guerra;
- Polacos que lucharon contra los alemanes en las filas de los ejércitos aliados;
- Partisanos polacos que lucharon en el país o en el extranjero.
- Partisanos del movimiento de resistencia soviético, yugoslavo y francés;
- Miembros de las fuerzas armadas que sirvieron al menos tres meses, antes del 9 de mayo de 1945, en unidades auxiliares, ayudando en la victoria final.

La medalla era otorgada por el Primer Ministro en nombre del Presídium del Consejo Estatal Nacional (Krajowa Rada Narodowa), quien transfirió algunas de las competencias al Ministro de Defensa Nacional y al Consejo Principal de la Unión de Luchadores por la Libertad y la Democracia. A partir de 1958, el derecho a conceder la medalla se otorgó al Consejo Estatal Nacional (Krajowa Rada Narodowa), después de 1989, al Presidente de la República Popular de Polonia, y desde el 1 de enero de 1990 al Presidente de la República de Polonia.
La medalla se llamó inicialmente Medalla de la Victoria y la Libertad de 1945. En la ley del 17 de febrero de 1960, la medalla fue aprobada en el sistema polaco de premios como la Medalla de la Victoria y la Libertad 1945, declarando que era una recompensa para las personas que contribuyó a la victoria sobre la Alemani nazi en la Segunda Guerra Mundial.
La medalla se lleva en el lado izquierdo del pecho y, en presencia de otras órdenes y medallas de Polonia, se coloca inmediatamente después de la Medalla por el Oder, Neisse y el Báltico. Si se usa en presencia de órdenes o medallas de la actual República de Polonia, estas últimas tienen prioridad.
La nueva ley de órdenes y condecoraciones, en vigor desde el 23 de diciembre de 1992, no tuvo en cuenta la medalla (derogando la anterior orden y la ley de condecoraciones de 1960), por lo que se dio por concluida su concesión.
La primera entrega de la medalla tuvo lugar el 9 de mayo de 1946 a, entre otros, Bolesław Bierut, Michał Rola-Żymierski, Stanisław Mikołajczyk, Edward Osóbka-Morawski. Hasta 1987 se otorgaron 739 633 medallas. Posteriormente, se concedieron otras 7734 medallas. En total, se entregaron unas 747 367 medallas.

## Descripción
La Medalla de la Victoria y la Libertad 1945, es una medalla circular de bronce de 32 mm de diámetro, con un borde elevado por ambos lados.
Existen dos versiones de la medallaː

### Primera versión.
Esta versión de la medalla existió hasta 1946 y es extremadamente rara.

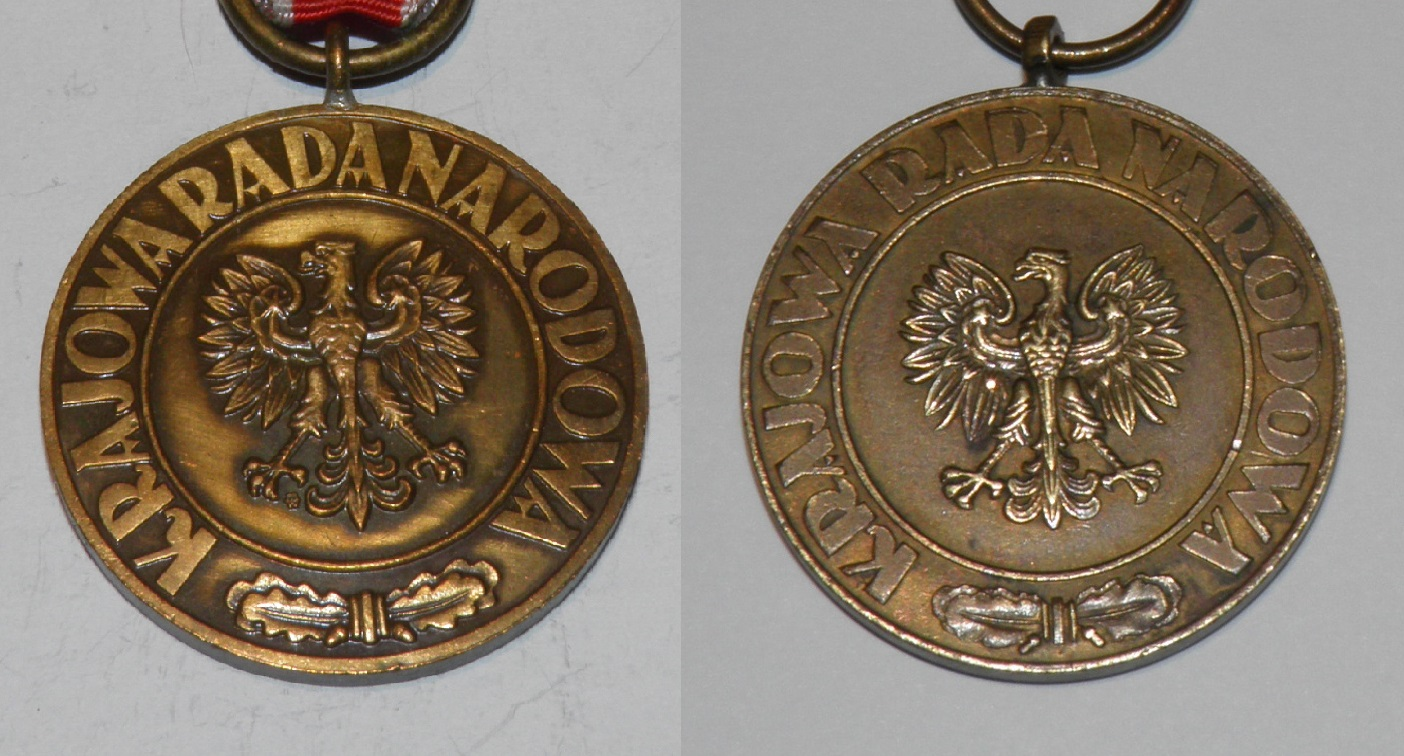
Las dos versiones de la Medalla de la Victoria y la Libertad.

En el anverso de la medalla en el centro está la imagen de un águila sin corona, el emblema estatal de la República Popular de Polonia. La imagen del águila está bordeada por un borde estrecho alrededor de la circunferencia. En la parte superior de la medalla hay tres letras: KRN (Krajowa Rada Narodowa, Consejo Estatal Nacional), separadas por puntos. La medalla está bordeada con una corona de hojas de roble entrelazadas en la parte inferior con una cinta.
En el reverso de la medalla hay una inscripción en cuatro líneas: “RP / ZWYCIĘSTWO / I WOLNOŚĆ / 9.V.1945”, «RP / VICTORIA / Y LIBERTAD / 9.V.1945». Las inscripciones están subrayadas con una línea estrecha. son convexas.
En la parte superior de la medalla hay un ojal con un anillo con el que se fija la medalla a la cinta. La cinta de la medalla es de muaré de seda roja, de 33 mm de ancho, con dos franjas longitudinales de color blanco, de 16,5 mm de ancho cada una.

### Segunda versión
En el anverso de la medalla en el centro está la imagen de un águila sin corona, el emblema estatal de la República Popular de Polonia. La imagen del águila está bordeada por un borde estrecho alrededor de la circunferencia. A lo largo del borde de la medalla está la inscripción: «KRAJOWA RADA NARODOWA», «CONSEJO ESTATAL NACIONAL». A lo largo del borde inferior de la medalla hay una imagen de ramas de roble entrelazadas en el medio con una cinta.
En el reverso de la medalla hay una inscripción en cuatro líneas: «RP / ZWYCIĘSTWO / I WOLNOŚĆ / 9.V.1945», «RP / VICTORIA / Y LIBERTAD / 9.V.1945». Las inscripciones están subrayadas con una línea estrecha. 
En la parte superior de la medalla hay un ojal con un anillo con el que se fija la medalla a la cinta. La cinta de la medalla es de muaré de seda roja de 35 mm de ancho con dos franjas blancas longitudinales en los laterales. Las rayas blancas están a 7 mm de los bordes de la cinta. El ancho de las tiras longitudinales es de 7 mm. Existe una variación de la segunda versión de la medalla, que se diferencia de la principal en que el reverso es mate liso